# دهستان تکاب (کرمان)
تکاب، دهستانی از توابع بخش شهداد شهرستان کرمان در استان کرمان ایران است. این دهستان ۴۰ پارچه روستا دارد و شغل اکثریت مردمانش کشاورزی است.
این دهستان دارای ۵۴ رشته قنات است که از این تعداد ۳۸ رشته قنات زنده و مابقی یا ریزش کرده یا مسدود شده‌اند، زنان جامعه محلی تکاب توانستند با تأمین مالی از طریق اهدای پول سوزن‌دوزی، پته‌دوزی و حصیربافی خود ۸ رشته قنات را احیا کنند. این زنان توانستند قنات روستاهای شفیع‌آباد، ده سیف، زیارتگاه، حسین‌آباد، شورآباد، کریم آباد و ۲ رشته قنات در مهدی‌آباد را زنده کنند.

## جمعیت
براساس سرشماری سال ۱۳۹۵جمعیت آن ۵٬۸۹۰ نفر (۱٬۷۰۵ خانوار) بوده است.